# Séléniure de gallium(II)
Le séléniure de gallium(II) est un composé chimique de formule GaSe. Il s'agit d'un solide brun-rouge foncé qui se présente sous la forme de feuillets gras et existe sous quatre variétés cristallines. La principale appartient au système cristallin hexagonal (a = 375,5 pm, c = 1 594 pm), groupe d'espace P63/mmc (no 194), analogue au sulfure de gallium(II) GaS. La structure du solide est lamellaire, chaque lamelle étant formée de motifs Se–Ga–Ga–Se liés entre eux par des liaisons covalentes.
Le séléniure de gallium(II) est un semi-conducteur III-VI à gap indirect de largeur 2,1 eV. Sa conductivité électrique varie en fonction de la lumière incidente,. C'est un matériau prometteur pour les applications en optique non linéaire et en photoconductivité, pour les accumulateurs au lithium et la production d'énergie solaire photovoltaïque, mais son utilisation à large échelle est entravée d'une part par la difficulté à faire croître des monocristaux de taille suffisante, et d'autre part par la fragilité mécanique de ces monocristaux le long de leurs lignes de clivage, et ce bien que leur dopage à l'indium améliore sensiblement leurs propriétés mécaniques.
Le séléniure de gallium(II) peut être obtenu par réaction directe du gallium et du sélénium à haute température :
Ga + Se → GaSe.
On peut également produire des nanoparticules de GaSe par réaction de triméthylgallium Ga(CH3)3 avec du séléniure de trioctylphosphine (TOPSe) dans une solution à haute température de trioctylphosphine (TOP) et d'oxyde de trioctylphosphine (TOPO) :
Ga(CH3)3 + P[(CH2)7CH3]3Se → GaSe.